# Thailändische Davis-Cup-Mannschaft
Die thailändische Davis-Cup-Mannschaft ist die Herren-Tennisnationalmannschaft Thailands.

## Geschichte
Seit 1958 nimmt Thailand am Davis Cup teil und spielte viermal die Play-offs um den Aufstieg in die Weltgruppe. Ein Sieg in der Weltgruppenrelegation blieb der Mannschaft jedoch verwehrt. Erfolgreichster Spieler ist Danai Udomchoke mit insgesamt 44 Siegen, Rekordspieler ist Vittaya Samrej mit 37 Teilnahmen.